# Minimal Compact
 (septembre 2021).
Minimal Compact est un groupe de post-punk et new wave, originaire de Tel-Aviv.

## Biographie
Les membres fondateurs du groupe sont Malka Spigel (bassiste et chanteuse), Samy Birnbach, issu de la scène punk de Tel-Aviv, (chanteur et parolier), et Berry Sakharof (guitariste et chanteur). Très vite, ils quittent Israël pour s'installer à Amsterdam. Ils seront rejoints plus tard par Max Franken (batteur) à partir de 1982, et Rami Fortis (guitariste et chanteur), à partir de 1984. Leur maison de disques était Crammed Discs.
Le groupe est réellement actif de 1981 à 1988, avec six albums originaux, un album live, et des participations à des projets collectifs de leur maison de disques (série des Made to Measure). L'album Deadly Weapons, produit par Gilles Martin et Peter Principle de Tuxedomoon en 1984 est l'album le plus expérimental. Sur cet album participe la formation « classique » de cinq avec l'arrivée du guitariste et vocaliste Rami Fortis. L'album Raging Souls est publié en 1985. Produit par Colin Newman et avec une couverture réalisée par Russell Mills, il devient l'album le plus populaire, qui comprend des morceaux comme My Will, When I Go, The Traitor, Autumn Leaves. The Figure One Cuts est leur dernier album, enregistré en 1987 avec le producteur John Fryer (Cocteau Twins, Depeche Mode, M/A/R/R/S). Les morceaux comprennent Nil-Nil, Inner Station, New Clear Twist, Piece of Green. Minimal Compact Live, enregistré en 1987 à Rennes, en France, est leur dernier album avant leur séparation en 1988.
En 2003/2004, le groupe se reforme pour une série de concerts en Europe et en Israël, tandis qu'un coffret de compilation et un album de remix sortaient. Samy Birnbach, prendra depuis le nom de DJ Morpheus, et s'est tourné vers la musique électronique, participant notamment à plusieurs reprises aux Transmusicales de Rennes. Il formera le groupe Gruesome Twosome avec Bertrand Burgalat. En juillet 2008, le groupe se réunit pour une série de concerts à Tel-Aviv, qui démarrent le 8 juillet 2008.
Le 12 novembre 2011, le retour de Minimal Compact est annoncé pour une mini-tournée de cinq dates en Israël entre janvier et février 2012. Le groupe jouera à Tel-Aviv et Jérusalem, entre le 25 janvier et le 2 février 2012. Le 12 août 2012, Minimal Compact est annoncé pour un concert à Lodz, en Pologne, en septembre 2012.
Le 8 novembre 2015, Minimal Compact est annoncé pour deux dates en Israël en janvier 2016. La forte demande oblige le groupe à faire quatre nouvelles dates, et à jouer à Tel Aviv durant les 20-26 janvier 2016,.
En mars 2019, le groupe annonce son retour avec une série de concerts à Tel Aviv en novembre 2019, très vite complets. Le 30 juillet 2019, le groupe annonce un nouvel album "creation is perfect", le premier depuis plus de 30 ans, avec 8 titres. Composé de 7 nouvelles versions et d'un inédit (Holly Roller), l'album sort le 25 octobre 2019. C'est aussi l'occasion pour eux d'annoncer leur retour à Paris pour un concert le 28 octobre 2021 à la machine du moulin rouge, concert qui sera annulé pour cause de Covid 19. Le 16 Octobre 2021, Samy Birnbach est interviewé pour l'émission "Tormentor Radio Show" sur radio Libertaire (89.4FM), l'interview durera trois heures, elle est toujours disponible sur la page MixCloud de l'émission parisienne : https://www.mixcloud.com/tormentor_radio/livakt466-minimal-compact-samy-birnbach/.

## Style musical
La musique de Minimal Compact se caractérise par un mélange de rythmes orientaux et un style rock aux accents de new wave, produisant un télescopage qui était alors novateur. La voix grave et profonde de Birnbach est également un élément marquant de leur univers musical. Certains morceaux sont des ballades parfois assez sombres, tandis que d'autres recèlent une grande énergie et sont propices à la danse, voire à la transe. Leur succès dans les milieux underground en Europe a été important, dans la mouvance de Tuxedomoon et Cocteau Twins, par ailleurs associés à la production de certains de leurs albums.

## Discographie
- 1981 : Minimal Compact (Crammed Discs)
- 1982 : One By One (Crammed Discs)
- 1984 : Pieces for Nothing
- 1984 : Next One Is Real (Wax Trax!)
- 1984 : Deadly Weapons (Crammed Discs)
- 1985 : Raging Souls (Crammed Discs)
- 1987 : Lowlands Flight (Made to Measure Vol. 10) (Crammed Discs)
- 1987 : The Figure One Cuts (Crammed Discs)
- 1988 : Minimal Compact Live (Crammed Discs)
- 2003 : Returning Wheel (Classics) (NMC Records)
- 2004 : There's Always Now (Remixes and Remakes) (Crammed Discs)
- 2019 : Creation is perfect (Crammed Discs)